# Párbaj (film)
A Párbaj (eredeti cím: Duel) 1971-ben bemutatott amerikai thrillerfilm.
Egy autósról szól, akit egy kevéssé forgalmas úton egy kamion sofőrje próbál egyre gyorsabb haladásra késztetni, majd később már megölni. A kamionos arcát a film során egyszer sem látjuk, csak az derül ki róla, hogy fehér ember. A Párbaj volt Spielberg első jelentősebb filmje (25 évesen rendezte), melynek forgatókönyvét Richard Matheson írta saját történetéből.
A film Magyarországon először VHS-en jelent meg a (UIP) Dunafilm forgalmazásában az első szinkronnal az 1990-es években, ezzel a szinkronnal mutatta be az RTL Klub is, DVD-n már a második szinkronnal került kiadásra a Universal (Pictures) (Hungary) forgalmazásában, 2014-ben pedig megjelent Blu Ray lemezen is.

## Cselekmény
David Mann (Dennis Weaver) középkorú kereskedelmi utazó piros színű Plymouth Valiant autójával elindul hazulról. Egy kétsávos úton a kaliforniai sivatagban haladva utolér egy lefutott Peterbilt 281-es kamiont, ami üzemanyagot szállít, de jóval a sebességhatár alatt halad. Mann megelőzi, viszont a kamion visszaelőzi és ismét lelassít. Mann még egyszer megelőzi, mire a kamionos hosszú dudálással válaszol.
Mann hamarosan egy macska-egér játékban találja magát a kamionossal, aki követi őt egy benzinkútig. Az ügynök tankol és elindul. A kamion ott marad a kútnál. Mann felszabadultan megy tovább dolgára, mert azt hiszi, vége ennek az egésznek, viszont hamarosan rémisztő dolgot lát a visszapillantóban, a kamiont. Mannt megpróbálja leszorítani az őrült kamionos, de elérkeznek egy étteremhez, ahol Mann kocsija kipördül és  kerítésnek csapódik. Az utazó ügynök betér az étterembe, ahol elmegy a mosdóba, és mire kimegy, a kamion az étterem előtt parkol üresen. Mann leül egy asztalhoz, és azt gondolja, hogy a kamionos is ott van valahol az étteremben. Az egyik vendégről azt gondolja, hogy ő az, aki megpróbálta megölni, ezért beleköt, majd verekedni kezd vele. A kamionos kimegy, de nem a Peterbiltbe száll be. Mann gondolja, hogy az ő kamionosa még bent van, és leül. De az ósdi kamion hirtelen beindul. A vigéc kiszalad, de a batár addigra elhajt.
A Plymouthot egy lerobbant iskolabusz sofőrje leinti, hogy tolja meg a buszt, mert elakadt egy árokban. A próbálkozások alatt a Peterbilt is megjelenik és Mann elhajt. A kamion viszont segít a buszosnak. Mann elérkezik egy vasúti átjáróhoz, ahol le van eresztve a sorompó, és a kamionos be akarja tolni az elrobogó vonat elé. Abban a pillanatban, ahogy felnyílik a sorompó, Mann gázt ad, majd egy homokbuckának ütközik. A kamion elhajt. Ahogy halad, beéri a kamiont, de Mann megáll egy útszéli benzinkutasnál, aki mérgeskígyókat tart terráriumokban az út mellett. Onnan megpróbálja felhívni a rendőrséget, de a kamionos nekimegy a telefonfülkének és a terráriumokat is összetöri. Mann elhajt és elrejtőzik egy roncstelepnél, és azt gondolja, hogy jobb, ha hagyja elmenni a kamiont. Elalszik és egy elhaladó vonat zajára ébred. Elindul, remélve, hogy többet nem találkozik a kamionnal, de az az út szélén vár rá. Mann egy arra közlekedő idős házaspártól azt kéri, hogy hívják fel a rendőrséget, de ők őrültnek tartják. A kamionos előreengedi a hősünket, és ismét elkezdődik a hajsza. Mann egy kanyonba veszi az irányt, ahol szembefordul a kamionnal, kitámasztja a gázpedált és kiugrik a kocsijából. A kamion lelöki az autót, de késve fékez, ezért maga is lezuhan a szakadékba. Ezzel véget ér a rémálom. Csak a kamion égnek álló kereke forog még egy ideig.

## Szereplők
| Színész            | Szereplő                | Magyar hang     | Magyar hang    |
| Színész            | Szereplő                | 1995            | 2004           |
| ------------------ | ----------------------- | --------------- | -------------- |
| Dennis Weaver      | David Mann              | Szakácsi Sándor | Sörös Sándor   |
| Jacqueline Scott   | Mrs. Mann               | Vándor Éva      |                |
| Eddie Firestone    | kávézótulajdonos        | Izsóf Vilmos    | Vizy György    |
| Lou Frizzel        | buszsofőr               | Imre István     | Besenczi Árpád |
| Gene Dynarski      | férfi a kávézóban       | Hankó Attila    | Szinovál Gyula |
| Lucille Benson     | nő a kígyós benzinkúton | Győri Ilona     | Várnagy Kati   |
| Tim Herbert        | benzinkutas             |                 | Katona Zoltán  |
| Charles Steel      | öreg                    | Komlós András   | Kun Vilmos     |
| Schirley O’Hara    | pincérnő                | Kassai Ilona    | Koffler Gizi   |
| Alexander Lockwood | idős férfi a kocsiban   | Pataky Imre     | Holl János     |
| Amy Douglass       | idős nő a kocsiban      |                 | Illyés Mari    |

## Érdekességek
- A két főszereplő jármű egy 1971-es Plymouth Valiant és egy 1955-ös Peterbilt 281-es.[5]
- A Plymouth rendszáma 149 PCE. A kamionnak ugyanakkor hét rendszáma is van, amik állítólag a sofőr által már megölt autósok rendszámai.
- Spielberg hét kamiont is megnézett, mielőtt kiválasztotta volna a Peterbiltet. Azért erre esett a választása, mert elölről arcra hasonlított.
- Richard Matheson írónak 1963. november 22-én, Kennedy elnök meggyilkolásának napján jutott eszébe a történet, amikor beért egy lassú kamiont.
- A kamionsofőr, Carey Loftin – aki a stáblistán Cary Loftinként szerepel – Hollywood egyik legfoglalkoztatottabb kaszkadőre volt, főleg autós jeleneteknél segédkezett.
- Spielberg titkára a Playboyban olvasta Matheson történetét és hívta fel rá Spielberg figyelmét.
- A filmben látható étterem, a „Chuck Cafe” ma is üzemel, jelenleg francia étteremként.

## Díjak, jelölések
Avoriaz Fantastic Film Festival (1973)
- díj: Nagydíj – Steven Spielberg

Golden Globe-díj (1972)
- jelölés: Legjobb minisorozat vagy tévéfilm

Primetime Emmy-díj (1972)
- díj: legjobb hangvágás
- jelölés: legjobb operatőr (TV film) – Jack A. Marta